# وفی
وفی (به انگلیسی: Vaphai) یک روستا در هند است که در Champhai district واقع شده‌است.

## خصوصیات
وفی ۲٬۰۶۴ نفر جمعیت دارد.